# أونيل فيشير
أونيل فيشير (بالإنجليزية: Oniel Fisher) (22 نوفمبر 1991 ببورتمور في جامايكا - ) هو لاعب كرة قدم جامايكي في مركز الدفاع. شارك مع منتخب جامايكا تحت 20 سنة لكرة القدم ومنتخب جامايكا لكرة القدم. أما مع النوادي، فقد لعب مع دي.سي. يونايتد وسياتل ساوندرز وتاكوما ديفنس وJersey Express S.C. ‏ وNew York Red Bulls U-23 ‏.

## وصلات خارجية
- أونيل فيشير على موقع الدوري الأمريكي (الإنجليزية)
- أونيل فيشير على موقع قاعدة بيانات كرة القدم.إي يو (الإنجليزية)
- أونيل فيشير على موقع ناشيونال فوتبول تيمز (الإنجليزية)
- أونيل فيشير على موقع Soccerbase.com (لاعب) (الإنجليزية)
- أونيل فيشير على موقع Soccerway.com (الإنجليزية)
- أونيل فيشير على موقع AS.com (الإسبانية)